# 老撾漁業
老撾是中南半島的內陸國家，漁業是居住在河流、水庫和池塘附近的人們的主要食物和糧食安全來源。除了捕撈漁業，水產養殖在該國也有重大發展。歷史上，捕魚活動記錄在1560年瑯勃拉邦的香通寺的門和牆上。對於許多老撾人來說，淡水魚是蛋白質的主要來源，但參與定期商業捕魚活動的人口比例非常小，僅在主要河流或水庫附近，因為大部分的捕漁是兼職活動。

## 捕魚區域質產品
佔地面積超過120萬公頃的淡水水域是老撾捕撈漁業的主要區域，每年產量為167,922噸，人均每年魚類消費量估計為24.5公斤:10。湄公河及其支流，大型水電站和灌溉項目的蓄水池，池塘和湖泊以及濕地是主要作業區域。在雨季期間，湄公河平原和稻田的洪水區域也是捕撈捕撈作業區域的一部分:12。
在該國最大的水庫之一南俄湖，全年也有商業化捕撈作業，因為最近的銷售中心是萬象。占巴塞省的Khong Island的水上覆蓋區域也是受歡迎的釣魚場所。

## 魚類品種
據報告，老撾的魚類有481種，其中包括22種外來物種 :10。10個主要的品種是黑野鯪、歐洲鯉、穗鬚原鯉、湄公河𩷶、鯰魚等，也有一些是引進魚如草魚、鰱魚、尼羅口孵非鯽、尖齒鬍鯰:30。

## 人工養殖
該國有四種水產養殖方法。這些是：籠養或網箱養殖（籠子由鋼架，竹籠或網或木製成）、灌溉地區的稻魚共養、在低地地區農村的小池塘養殖、在雨水灌溉的稻田飼養。在網箱養殖中中，主要是羅非魚、鱧魚、鯰魚和鰱魚。稻魚養殖下，有鯉魚和鯽魚和尼羅口孵非鯽。據報導，老撾在2007年水產養殖產量為54,750噸，面積超過42,000公頃，其中包括來自湄公河及其部分支流的網箱養殖:46。

## 法律框架
目前有關捕魚的法律規定載於1998年《農業法》、1990年《刑法》、《自然資源和環境部門法》:52。
老撾沒有單獨的法律，專門界定內陸漁業和水產養殖。但是，為此目的政府製定了一個法律框架，統一了所有現行法律，確定了漁業和水產養殖養護和管理的法律原則。它被起草為一個“授權立法”，被認為適合老撾的漁業多樣化，需要靈活和適應性管理方法。它將使地方一級的措施能夠與“當地現實和做法”相一致。